# Harry Meerson
Harry Ossip Meerson (Varsovia, 17 de febrero de 1910 - París, 1991) fue un fotógrafo nacionalizado francés. Su trabajo se enfocó en la fotografía de moda y la publicitaria.

## Vida
Nació en Varsovia en el seno de una familia de origen ruso. Tras sus estudios se trasladó a Berlín para trabajar en el cine como asistente de dirección. Aprendió fotografía del cámara Curt Courant. En 1929 viajó a París, donde trabajaba como decorador de cine su hermano Lazare, y decidió instalarse como fotógrafo en la capital francesa.
Trabajó para diferentes revistas de modo como Harpers Bazaar, Fémina o Plaisir de France, así como para diversas firmas comerciales como Helena Rubinstein. Entre 1938 y 1939 elaboró una serie de fotografías sobre moda francesa para números especiales de las revistas Arts et Métiers Graphiques y Gebrauchsgraphik.
Durante la Segunda Guerra Mundial estuvo internado en un campo de concentración. Al finalizar la misma realizó menos trabajos de fotografía publicitaria y se centró en aspectos más creativos relacionados con el color y las técnicas serigráficas y de grabado.

## Obra
Su trabajo en blanco y negro se caracterizaba porque empleaba fondos blancos en los que aparecía la figura sin referencias que la dotaran de perspectiva. También utilizaba las técnicas habituales en los trabajos de moda y publicitarios centrados en la figura femenina. Tras la guerra incorporó el color en su trabajo.
En su estudio se formaron varios fotógrafos conocidos como Urs Lang-Kurz y su estilo sirvió de referencia para otros como Dora Maar.